# Marek Kośmicki
Marek Antoni Kośmicki (ur. 23 maja 1951 w Warszawie) – polski lekarz kardiolog. Członek Polskiego Towarzystwa Kardiologicznego.

## Życiorys
W roku 1969 ukończył ze złotym medalem IX Liceum Ogólnokształcące im. Klementyny z Tańskich Hoffmanowej w Warszawie. W latach 1969–1975 studiował na Wydziale Lekarskim w Akademii Medycznej w Warszawie, gdzie w 1975 r. uzyskał dyplom lekarza. W czasie studiów odbył praktyki studenckie na University Hospital (Policlinico Universitario Paolo Giaccone), Palermo i Policlinico Agostino Gemelli, Rzym, Włochy.  W następnych latach zdobywał w Warszawie specjalizacje w zakresie chorób wewnętrznych I stopnia (1979) i II stopnia (1983) oraz w zakresie kardiologii (1995). 
W roku 1994 doktoryzował się w zakresie kardiologii pracą doktorską pt. „Optymalizacja leczenia nitratami stabilnej choroby wieńcowej” w Instytucie Kardiologii im. Prymasa Tysiąclecia Kardynała Stefana Wyszyńskiego w Warszawie.
W latach 1985–1994 odbył staże zawodowe za granicą (Benedikt Kreutz Rehabilitationszentrum für Herz- und Kreislaufkranke Bad Krozingen e.V. i Olgahospital, Pädiatrisches Zentrum, Akademisches Lehrkrankenhaus Uniwersytetu Eberharda Karola w Tybindze, Pädiatrische Kardiologie, Stuttgarcie, Niemcy oraz Leids Universitair Medisch Centrum, Lejda, Holandia).
W latach 1975–1980 pracował początkowo jako stażysta w Centralnym Szpitalu Kolejowym w Warszawie-Międzylesiu (obecnie Międzyleski Szpital Specjalistyczny w Warszawie), a następnie jako asystent w Oddziale Kardiologicznym Szpitala Wolskiego w Warszawie. 
Od 1 października 1980 r., pracuje w Instytucie Kardiologii im. Prymasa Tysiąclecia Kardynała Stefana Wyszyńskiego w Warszawie, przy ul. Spartańskiej. Poza pracą kliniczną, zajmuje się dydaktyką podyplomową dla lekarzy i pielęgniarek specjalizujących się w zakresie kardiologii oraz prowadzi wykłady  z zakresu kardiologii dla studentów Wydziału Rehabilitacji Akademii Wychowania Fizycznego Józefa Piłsudskiego w Warszawie.    
W latach 1997–2002 był prezesem Katolickiego Stowarzyszenia Lekarzy Polskich. W roku 2005 został uhonorowany odznaką „Za zasługi dla ochrony zdrowia” przyznaną przez ministra zdrowia. Marek Kośmicki należał do grupy lekarzy, którzy opiekowali się kard. Stefanem Wyszyńskim przez ostatnie dni jego życia. 

## Publikacje
Doktor Kośmicki jest autorem lub współautorem ponad 30 monografii i rozdziałów w książkach oraz ponad 160 artykułów naukowych z zakresu kardiologii. Między innymi:
Książki:
- Kośmicki M. Podstawy elektrokardiografii wysiłkowej. Wydawnictwo Medycyna Praktyczna, Kraków, 1999, stron 83. ISBN 83-86657-71-5.
- Kośmicki M. Choroba wieńcowa w praktyce lekarza rodzinnego. Zarys podstawowych zasad postępowania diagnostyczno-terapeutycznego. Termedia Wydawnictwa Medyczne, Poznań, 2001, stron 282. ISBN 83-908325-8-5.
- Kośmicki M. Choroba wieńcowa w praktyce lekarza rodzinnego. Wieńcowe czynniki ryzyka. Zarys podstawowych zasad postępowania diagnostyczno-terapeutycznego.  Termedia Wydawnictwa Medyczne, Poznań, 2003, stron 308. ISBN 83-916594-3-7.
- Kośmicki M. Choroba wieńcowa w praktyce lekarza rodzinnego. Kardiomiopatia niedokrwienna i nowe spojrzenie na farmakoterapię wieńcową. Zarys podstawowych zasad postępowania diagnostyczno-terapeutycznego. Termedia Wydawnictwa Medyczne, Poznań, 2005, stron 360. ISBN 83-89825-20-1.
- Kośmicki M. Praktyczna farmakoterapia choroby wieńcowej. Wydawnictwo Medyk, Warszawa 2007, stron 335. ISBN 978-83-89745-66-8.
- Kośmicki M. Choroba wieńcowa w praktyce lekarza ogólnego. Podstawowe zasady postępowania diagnostyczno-terapeutycznego. Termedia Wydawnictwa Medyczne, Poznań 2012, stron 415. ISBN 978-83-62138-03-6[5].

Rozdziały w książkach:
- Kośmicki M,  Kowalik I, Jędrzejczyk B, Sadowski Z. Wirksamkeit und Vertraeglichkeit von drei verschiedenen Nitraten bei Patienten mit KHK. In: Erdmann E., Mutschler E., Stalleicken D. (Hrsg.). Pentaerithrityltetranitrat. Evidenzorientiertes Therapiekonzept kardialer Erkrankungen. Steinkopff  Verlag Darmstadt 2004; 91-104. [w j. niemieckim].
- Kośmicki MA. Chapter XI: Nitrate tolerance and cross-tolerance in long-term treatment of patients with stable angina pectoris. In: Gallo AP and Jones ML (eds.). Angina pectoris: etiology, pathogenesis and treatment. Nova Biomedical Books, published by Nova Science Publishers, Inc., New York 2008; pp 261-277. [w j. angielskim].
- Kośmicki M, Szwed H. Chapter VIII: Aging women and coronary heart disease. In: Benjamin V. Lardner and Harrison R. Pennelton (eds.). Heart disease in women. Nova Science Publishers, Inc. New York 2009; pp 147-207. [ w j. angielskim]
- Kośmicki M, Chwyczko T. Elektrokardiograficzna próba wysiłkowa. W: Pruszczyk P., Hryniewiecki T., Drożdż J. (red.): Kardiologia część I: Tom 2.: Kardiologia z elementami angiologii (część I). W: Antczak, Myśliwiec, Pruszczyk (red.). „Wielka Interna”. Medical Tribune Polska, Warszawa 2009; tom 2; 164-178.
- Kośmicki M. Rozdział 4.2. Elektrokardiograficzna próba wysiłkowa w rehabilitacji kardiologicznej. W: Smolis-Bąk E, Kazimierska B. Fizjoterapia w kardiologii. Warszawa 2013; 28-34 ISBN 978-83-936579-0-2.
- Szwed H, Kośmicki M, Bęckowski M. Ograniczenia badań diagnostycznych w rozpoznawaniu choroby niedokrwiennej serca u kobiet. Rozdział 1. w Części VI: Choroba niedokrwienna serca. W:  Kornacewicz-Jach Z i Janion M. (red.). Choroby serca u kobiet. Wydanie III. Drukarnia DUET, Kielce 2015; 299-320.

Artykuły:
- Kośmicki M, Sadowski Z. Nowe koncepcje mechanizmów tolerancji azotanów i ich znaczenie kliniczne. (Newer concepts behind the mechanisms of nitrate tolerance and their clinical significance, in Polish). Przewodnik Lekarza, 1998, 1, nr 2 (2) - sierpień 1998, 46-51.
- Kośmicki M, Sadowski Z. Powiększanie się objętości osocza może tłumaczyć osłabienie aktywności przeciwdławicowej doustnego dwuazotanu izosorbitolu w terapii przewlekłej (Plasma volume expansion may explain the attenuation of antianginal activity of oral isosorbide dinitrate in long-term therapy – in Polish, Summary in English). Polskie Archiwum Medycyny Wewnętrznej, 1999; 102: 5(11): 967-972.
- Kośmicki M, Sadowski Z. Porównawcza ocena aktywności przeciwdławicowej różnych dawek dwuazotanu izosorbitolu u chorych ze stabilną chorobą wieńcową (Comparative evaluation of antianginal efficacy of isosorbide dinitrate in various doses in patients with stable angina – in Polish, abstract in English). Wiadomości Lekarskie (Wiad Lek), 2000; 53, nr 7-8: 388-393.
- Kośmicki M., Szwed H., Kowalik I., Sadowski Z.: Stabilna choroba wieńcowa. Skuteczność nitrogliceryny u chorych leczonych różnymi dawkami dwuazotanu izosorbitolu (Stable coronary artery disease. Efficacy of single dose of sublingual nitroglycerin in patients pre-treated with different doses of isosorbide dinitrate - in Polish, English version: Polish Heart Journal [Kardiologia Polska], 2000; 53: 387-390). Kardiologia Polska, 2000; 53: 391-393. Komentarz redakcyjny: prof. H. Adamska-Dyniewska, Zakład Farmakologii Klinicznej, Oddział Chorób Wewnętrznych IMW WAM, Łódź. Kardiologia Polska, 2000; 53, 394.
- Kośmicki M, Szwed H, Sadowski Z. Tolerancja azotanów w stabilnej dławicy piersiowej. Znaczenie wzrostu objętości osocza [Nitrate tolerance in stable angina. Effects of plasma volume expansion. English version, Kardiologia Polska, 2002, 56, 263-266.]. Kardiologia Polska, 2002, 56, 267-270. Komentarz redakcyjny do pracy autorstwa prof. dr hab. Krzysztofa Wrabeca. Kardiologia Polska, 2002, 56, 271.
- Kośmicki MA, Szwed H, Sadowski Z. Anti-ischemic Response to Sublingual Nitroglycerin During Oral Administration of Isosorbide Dinitrate in Patients with Stable Angina Pectoris: When does Cross–Tolerance Occur? Cardiovascular Drugs and Therapy, 2004; 18: 47-55. Editorial to the article: Horowitz John D. Tolerance Induction During Therapy with Long-Acting Nitrates: How Extensive is the “Collateral Damage”? Editorial. Cardiovascular Drugs and Therapy, 2004; 18: 11-12. [w j. angielskim]
- Kośmicki MA. Long-term use of short- and long-acting nitrates in stable angina pectoris. Current Clinical Pharmacology 2009; 4 (No 2): 132-141. [w j. angielskim]
- Kośmicki M. Nowoczesne rozwiązania w obszarze elektrokardiologii. Ogólnopolski Przegląd Medyczny (OPM). 1-2/2016; Nr 1-2: 38-45.